# Антипатър Солунски
Вижте пояснителната страница за други личности с името Антипатър.
Антипатър от Солун (на гръцки: Ἀντίπατρος; на латински: Antipater) e гръцки поет, автор на епиграми в гръцката антология. Антипатър е може би най-плодовитият и най-интересният от августовите епиграматици. Той живее под покровителството на Луций Калпурний Пизон Понтифекс (консул през 15 г. пр. Хр. и след това проконсул на Македония), който го назначава за управител на Солун.
В творбите на Антипатър има много препратки към съвременни събития:
- основаването на Никопол от Октавиан след битката при Акциум
- победата над Партия в експедицията от 20 г. пр.н.е.
- една е адресирана към Гай Цезар, който умира в 4 година. Никоя от творбите му не може да се датира със сигурност след 4 година.

Антипатър е и първият автор, който съобщава за използването на водно колело в своя поема. В 20 година в Китай го споменава Хуан Тан, а около 31 - инженерът Ду Ши.